# Mòlas
Molles és un municipi francès, situat al departament de l'Alier i a la regió d'Alvèrnia-Roine-Alps. L'any 2007 tenia 792 habitants.

## Demografia

### Població
El 2007 la població de fet de Molles era de 792 persones. Hi havia 325 famílies de les quals 72 eren unipersonals (36 homes vivint sols i 36 dones vivint soles), 126 parelles sense fills, 111 parelles amb fills i 16 famílies monoparentals amb fills.
La població ha evolucionat segons el següent gràfic:
Habitants censats

### Habitatges
El 2007 hi havia 417 habitatges, 327 eren l'habitatge principal de la família, 49 eren segones residències i 41 estaven desocupats. 410 eren cases i 6 eren apartaments. Dels 327 habitatges principals, 287 estaven ocupats pels seus propietaris, 33 estaven llogats i ocupats pels llogaters i 7 estaven cedits a títol gratuït; 9 tenien dues cambres, 38 en tenien tres, 102 en tenien quatre i 178 en tenien cinc o més. 256 habitatges disposaven pel capbaix d'una plaça de pàrquing. A 119 habitatges hi havia un automòbil i a 185 n'hi havia dos o més.

### Piràmide de població
La piràmide de població per edats i sexe el 2009 era:
| Homes | Edats   | Dones |
| ----- | ------- | ----- |
| 4     | 95 o +  | 0     |
| 0     | 90 a 94 | 4     |
| 4     | 85 a 89 | 12    |
| 8     | 80 a 84 | 0     |
| 8     | 75 a 79 | 36    |
| 36    | 70 a 74 | 8     |
| 4     | 65 a 69 | 20    |
| 36    | 60 a 64 | 16    |
| 4     | 55 a 59 | 12    |
| 24    | 50 a 54 | 20    |
| 16    | 45 a 49 | 24    |
| 28    | 40 a 44 | 24    |
| 40    | 35 a 39 | 24    |
| 28    | 30 a 34 | 36    |
| 24    | 25 a 29 | 20    |
| 8     | 20 a 24 | 12    |
| 28    | 15 a 19 | 32    |
| 32    | 10 a 14 | 16    |
| 12    | 5 a 9   | 20    |
| 24    | 0 a 4   | 20    |

## Economia
El 2007 la població en edat de treballar era de 511 persones, 380 eren actives i 131 eren inactives. De les 380 persones actives 353 estaven ocupades (183 homes i 170 dones) i 29 estaven aturades (10 homes i 19 dones). De les 131 persones inactives 64 estaven jubilades, 29 estaven estudiant i 38 estaven classificades com a «altres inactius».

### Ingressos
El 2009 a Molles hi havia 344 unitats fiscals que integraven 856 persones, la mediana anual d'ingressos fiscals per persona era de 16.727,5 €.

### Activitats econòmiques
Dels 29 establiments que hi havia el 2007, 13 eren d'empreses de construcció, 3 d'empreses de comerç i reparació d'automòbils, 1 d'una empresa de transport, 2 d'empreses d'hostatgeria i restauració, 1 d'una empresa d'informació i comunicació, 1 d'una empresa immobiliària, 3 d'empreses de serveis i 5 d'entitats de l'administració pública.
Dels 14 establiments de servei als particulars que hi havia el 2009, 1 era un taller de reparació d'automòbils i de material agrícola, 2 paletes, 2 guixaires pintors, 3 fusteries, 3 lampisteries, 2 electricistes i 1 restaurant.
L'únic establiment comercial que hi havia el 2009 era una botiga de menys de 120 m².
L'any 2000 a Molles hi havia 38 explotacions agrícoles que ocupaven un total de 2.340 hectàrees.

## Equipaments sanitaris i escolars
El 2009 hi havia una escola elemental.

## Poblacions més properes
El següent diagrama mostra les poblacions més properes.